# Birgit Obermüller
Birgit Obermüller (* 19. August 1966 in Lienz) ist eine österreichische Politikerin (NEOS). Seit dem 25. Oktober 2022 ist sie Abgeordnete zum Tiroler Landtag.

## Leben

### Ausbildung und Beruf
Birgit Obermüller besuchte nach der Volksschule in Oberlienz und dem Bundesgymnasium und Bundesrealgymnasium Lienz (BG/BRG) das Bundes-Oberstufenrealgymnasium Lienz (BORG), wo sie 1985 maturierte. An der Pädagogischen Hochschule Tirol absolvierte sie Lehramtsstudien für Sonder- und Volksschulen, die beiden Studien schloss sie 1998 als Diplompädagogin bzw. 2001 als Bachelor of Education (BEd) ab. An der Donau-Universität Krems erwarb sie 2016 einen Master of Arts in Educational Leadership mit einer Arbeit zum Thema Dimensionen von Diversität in der Volksschule mit Ausblick auf Kompensation im schulischen Ganztag und der Fokus auf Anspruch und Wirklichkeit.
Von 1987 bis 1994 war sie als Touristikkauffrau tätig. Von 1998 bis 2011 unterrichtete sie an der Allgemeinen Sonderschule Kufstein (Hans Henzinger Schule), deren Leitung sie anschließend innehatte. 2013 übernahm sie die Leitung der Volksschule Kufstein Zell. Ihre Tätigkeit als Schulleiterin legte sie aufgrund ihrer Funktion im Tiroler Landtag mit Schuljahresende 2022/23 zurück.

### Politik
Ab 2016 gehörte sie in Kufstein dem Gemeinderat für Die Parteifreien an und war stellvertretende Stadträtin, im Februar 2022 trat sie aus der Partei aus. 2021 wurde sie Mitglied im erweiterten Landesteam von NEOS Tirol. Seit 2022 ist sie in Kufstein Gemeinderätin für NEOS. Im Zuge der Gemeinderats- und Bürgermeisterwahlen in Tirol 2022 kandidierte sie gegen Bürgermeister Martin Krumschnabel (Die Parteifreien), der sich in einer Stichwahl mit 69,45 Prozent der Stimmen durchsetzte. Obermüller erhielt 30,55 Prozent der Stimmen.
Am 25. Oktober 2022 wurde sie in der konstituierenden Landtagssitzung der XVIII. Gesetzgebungsperiode als Abgeordnete zum Tiroler Landtag angelobt, wo sie als Stellvertreterin von Klubobmann Dominik Oberhofer fungiert.